# Hertogdom Karinthië
Het hertogdom Karinthië was een hertogdom binnen het Heilige Roomse Rijk. Later werd het een van de Oostenrijks-Hongaarse kroonlanden in Cisleithanië.

## Karinthië als deel van Beieren (tot 976)
Omstreeks de achtste eeuw was er sprake van een Slavisch kiesvorstendom Karantanien. In 772 werd dit rijk definitief door de hertog van Beieren, Tassilo III, onderworpen. Met Beieren kwam Karinthië vervolgens aan het Frankische Rijk. Onder het Frankische Rijk werd de Slavische bevolking gekoloniseerd door de Duitsers. Karinthië werd een grensmark aan de oostelijke grenzen van het Frankische Rijk. Koning Karloman droeg het gebied omstreeks 876 over aan zijn onwettige zoon Arnulf. De heersers over het gebied werden in deze tijd vaak als hertog vermeld. Karinthië ontwikkelde zich echter niet tot een zelfstandig hertogdom, maar bleef verbonden met Beieren.

## Karinthië als zelfstandig hertogdom (976-1335)
Na de opstand van hertog Hendrik II tegen keizer Otto II verkleinde de keizer het hertogdom Beieren in 976 om het minder machtig te maken. Karinthië en de markgraafschappen Verona, Friuli, Istrië en Krain kwamen aan Hendrik, de zoon van hertog Berthold I van Beieren. Daarmee werd Karinthië het eerste rijkshertogdom binnen de Oostenrijkse landen. Het hertogdom was veel groter dan het huidige Karinthië. Tussen 989 en 1002 werd Krain losgemaakt. Na 1000 werd de residentie van de hertogen verlegd naar Verona. In het eigenlijke Karinthië ontstond daardoor geen sterk gezag en konden zich lokale machthebbers ontwikkelen. Het markgraafschap Karinthië kon zich vrijwel losmaken van het hertogdom Karinthië. Verder ontbrak de continuïteit van een dynastie.
Pas in 1077 kreeg het gebied een inheemse dynastie doordat keizer Hendrik IV in 1077 Liutold van Eppenstein met het hertogdom Karinthië en het markgraafschap Verona beleende. Het land vormde geen geheel want belangrijke delen waren in het bezit van het patriarchaat Aquileja, het prinsaartsbisdom Salzburg en de prinsbisdommen Freising, Brixen, Passau en Bamberg. Van de graven kunnen vermeld worden: Görz, Heunburg, Malta, Treffen, Spanheim, Ortenburg en Tirol.
Het lukte de hertogen niet de positie van Salzburg en Bamberg te verzwakken en ook slaagden zij er niet in om hun macht uit te breiden in Aquileja, Istrië of Krain. In 1180 ging het markgraafschap Karinthië voorgoed verloren, toen het onder de naam Stiermarken een zelfstandig hertogdom werd. Reeds eerder was in 1147 de Mark aan de Drau verloren en in 1151 het markgraafschap Verona. Het markgraafschap Istrië werd in 1107 verworven, waarna er van 1124 tot 1173 een zijlinie regeerde.
In 1248 werden Krain en de Windische Mark uit de erfenis van het huis Andechs verworven. Hertog Ulrich III vermaakte in 1268 Karinthië, Krain en de Wendische Mark aan koning Ottokar II van Bohemen. Zijn broer Frederik voerde wel de titels, maar slaagde er niet in het land in bezit te krijgen.
Na de nederlaag van Ottokar op het Marchfeld in 1248 verloor Bohemen alle bezittingen in het huidige Oostenrijk. Koning Rudolf I schonk in 1286 het hertogdom aan graaf Meinhard van Tirol.

## Karinthië onder de Habsburgers (1335-1918)
In 1335 werden de broers Albrecht en Otto van Oostenrijk en Stiermarken beleend met Karinthië door hun vader Albrecht I. Zij kregen ook Krain en de Wendische Mark in bezit. De gebieden waren soms verbonden met het aartshertogdom Oostenrijk, maar er waren ook perioden dat het land geregeerd werd door zijlinies van het huis Habsburg. Tot 1729 werd wel de titel aartshertog van Karinthië gevoerd.
Karinthië maakte onder Habsburgers deel uit van Binnen-Oostenrijk, dat verder bestond uit Stiermarken, Krain, de Windische Mark en het Oostenrijkse deel van Istrië.
In 1535 erkende Salzburg en Bamberg de landshoogheid van het hertogdom over hun bezittingen. Bamberg verkocht zijn gebied in 1759.
In 1748 maakte de keizer een einde aan de autonomie van het hertogdom door het te verdelen over twee Kreisen;
- de Villacher of Bovenste Kreis
- de Klagenfurter of Onderste Kreis

Na de nederlaag van keizerrijk Oostenrijk tegen Frankrijk moest in de Vrede van Schönbrunn van 1810 de Villacher Kreis aan Frankrijk worden afgestaan. Dit deel van Karinthië ging deel uitmaken van de Illyrische Provincies. Oostenrijk heroverde het gebied in 1813 en herstelde de oude toestand, met dien verstande dat er in 1816 een koninkrijk Illyrië werd gevormd.
Na de revoluties van 1848 werd het koninkrijk Illyrië opgeheven en op 11 maart 1849 werd Karinthië een zelfstandig Oostenrijks-Hongaars kroonland.

## Karinthië als Oostenrijks bondsland na 1918
De bevolking van het land was grotendeels Duits- en Sloveenstalig met een kleine minderheid Friulanen in het Kanaltal (sinds 1919 het Val Canale). Het einde van de veelvolkenstaat in 1918 betekende ook het einde van de eeuwenoude eenheid van het hertogdom. Op 31 oktober 1918 werd er in Ljubljana, het vroegere Laibach, een voorlopige Sloveense regering gevormd, die zich aansloot bij het nieuw op te richten Koninkrijk Joegoslavië. Joegoslavië eiste 1/3 deel van het grondgebied van het hertogdom op. Daarop brak een gewapende strijd uit tussen Karinthische vrijkorpsen en de Joegoslavische troepen, die een deel van het gebied bezetten. Uiteindelijk kwam er een wapenstilstand en een referendum in Karinthië. Hieruit kwam naar voren dat 60% van de bevolking van het voor deze volksraadpleging aangewezen gebied - het tweetalige zuidelijke deel van Karinthië - bij de republiek Oostenrijk wilde horen. De doorslag daarbij gaven de Slovenen, die in meerderheid voor Oostenrijk kozen. Afkeer van een door Serviërs beheerst Joegoslavië en garanties van Oostenrijkse politici om de Sloveense taal in bestuur en onderwijs te respecteren, gaven de doorslag. In 1920 werd het huidige bondsland Karinthië opgericht. Enkele gemeenten werden om geografische redenen en weerstand van de bevolking toch bij Joegoslavië gevoegd in de provincie Slovenië als de regio (Koroška). Zonder volksstemming werden de Duits- en Sloveenstalige dorpen in het Kanaltal/Kanalska dolina onder de naam Val Canale aan Italië toegewezen.
Tijdens het nationaalsocialistische bewind werd op 1 oktober 1938 Oost-Tirol bij de gouw Karinthië gevoegd. Na de bezetting van Joegoslavië in 1941 werd ook Zuid-Karinthië weer bij het gebied gevoegd. De noordelijke helft van Slovenië werd toen door het Groot-Duitse Rijk ingelijfd. De zuidelijke helft werd door Italië geannexeerd. Na de oorlog werd de situatie van 1 januari 1938 hersteld.
Nieuwe aanspraken van Joegoslavië op Karinthië kregen steun van de Sovjet-Unie maar werden door de geallieerden afgewezen. De grenskwesties van 1920 en 1945 hebben lange tijd de verhoudingen tussen de Duitstalige en Sloveenstalige Karinthiërs bedorven.